# Willy Van Neste
Willy Van Neste (Zwevezele, Wingene, 10 de marzo de 1944) es un exciclista belga que fue profesional entre 1966 y 1976. Participó en siete ediciones del Tour de Francia, consiguiendo una victoria a la edición de 1967. Este triunfo le sirvió para ser líder de la cursa francesa durante una jornada. Otros éxitos importantes serían la victoria a los Cuatro días de Dunkerque en 1970, el Campeonato de Zúrich, en 1972, y el Gran Premio de Fourmies, en 1967. Además de estos éxitos consiguió posiciones destacables en la Gante-Wevelgem y la Amstel Gold Race en qué fue segundo a las ediciones de 1968 y 1970 respectivamente.

## Palmarés
1965
- - 1r al Tour de Namur y vencedor de 2 etapas

1966
- - 1r a la Wavre-Lieja
  - Vencedor de una etapa de la Carrera de la Paz

1967
- 1º en Arras
- 1º en el Critérium de Lokeren
- 1º en Wieze
- 1º en Zwevezele
- 1º en el Gran Premio de Fourmies
- Vencedor de una etapa del Tour de Francia
- Vencedor de una etapa de la Volta a Cataluña

1968
- 1º en el Circuito de las Ardenes flamencas - Ichtegem

1969
- 1º en la Ronse-Doornik-Ronse

1970
- - 1r a los Cuatro días de Dunkerque y vencedor de una etapa
- 1º en el Gran Premio Marcel Kint
- 1º en Zwevezele

1971
- 1º en De Panne
- 1º en Kortrijk
- 1º en Westrozebeke

1972
- 1º en el Campeonato de Zúrich
- 1º en Eine
- 1º en Izegem
- 1º en Ruddervoorde
- 1º en el Tour de Flandes Oriental
- 1º en Oostkamp

1973
- Vencedor de una etapa de la Etoile des Espoirs
- 1º en Izenberge
- 1º en Ruddervoorde
- 1º en Beerst

1974
- 1º en el Gran Premio Marcel Kint
- Vencedor de una etapa del Tour del Mediterráneo

1976
- 1º en Kortemark

## Resultados en Grandes Vueltas y Campeonato del Mundo
| Carrera                      | 1967 | 1968 | 1969 | 1970 | 1971 | 1972 | 1973 | 1974 | 1975 | 1976 |
| ---------------------------- | ---- | ---- | ---- | ---- | ---- | ---- | ---- | ---- | ---- | ---- |
| Giro de Italia               | -    | -    | 5º   | -    | -    | -    | -    | -    | -    | -    |
| Tour de Francia              | Ab.  | -    | Ab.  | 16º  | 70.º | 33.º | Ab.  | 24.º | -    | -    |
| Vuelta a España              | -    | -    | -    | -    | -    | -    | -    | -    | 36.º | 30.º |
| Campeonato del Mundo en ruta | -    | -    | -    | -    | -    | -    | -    | -    | -    | -    |